# Komesha
Komesha est un woreda de la zone Asosa dans la région Benishangul-Gumuz, en Éthiopie.
Sa principale agglomération s'appelle également Komesha.
Elle se trouve à une trentaine de kilomètres au nord-est d'Asosa.
Selon les estimations de 2005 de l’Agence Centrale de la Statistique éthiopienne (CSA), le woreda Komesha compte 12 948 habitants (6 613 hommes et 6 335 femmes). Avec une superficie de 646 km2 [réf. souhaitée], le woreda a une densité de 20,1 habitants par km2.
Le woreda a 21 744 habitants au recensement de 2007.
En 2020, sa population est estimée par projection des taux de 2007 à 24 417 personnes.